# Forsterite

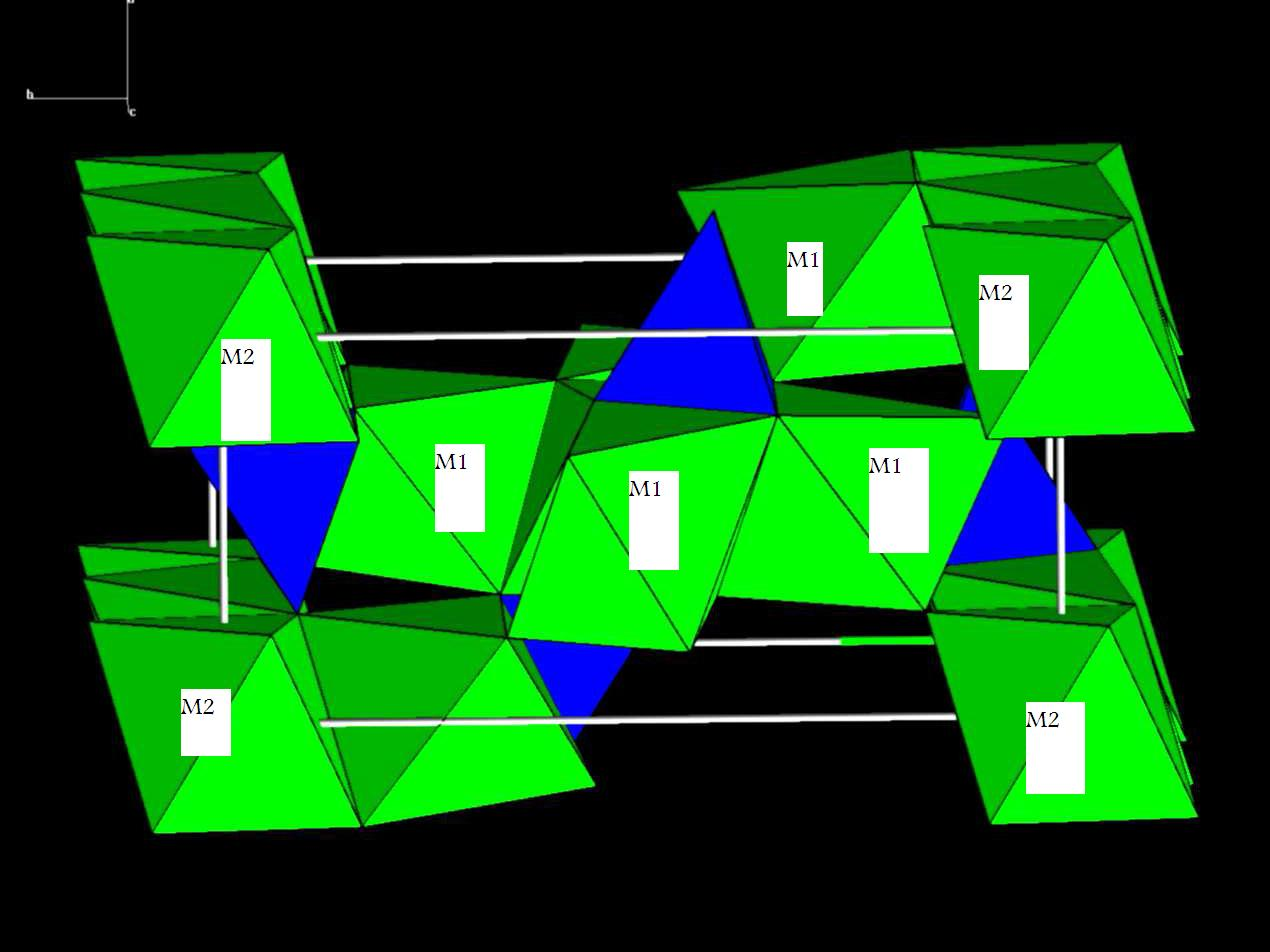
Estrutura cristalina da forsterite

Forsterite (ou forsterita) é um mineral da classe dos nesossilicatos pertencente ao chamado grupo da olivina. Foi descoberto em 1824 em rochas recolhidas nas imediações do Monte Vesúvio, na Campânia (Itália). A origem do nome é controversa, pois segundo alguns autores foi dado em honra de Adolarius Jacob Forster (1739-1806), um recolector inglês de minerais do século XVIII, e segundo outros em honra de Johann Forster, um naturalista alemão. Sinónimos pouco usados são: boltonite, peridoto branco e olivina branca.

## Características químicas e formação
A forsterite é um mineral constituído por silicato de magnésio, trimorfo com a ringwoodita e a wadsleyita, os três conhecidos pela sua presença em meteoritos.
Pertence ao grupo da olivina, um agrupamento de ortossilicatos simples, sendo a forsterite o equivalente com magnésio de outros minerais do referido grupo como sejam a faialite ((Fe2+)2SiO4), tefroíte ((Mn2+)2SiO4) e a olivina-cálcica ((Ca2+)2SiO4).
Forma duas séries de solução sólida, uma delas com a faialite, na qual a substituição gradual do magnésio por ferro vai produzindo os distintos minerais da série. Uma segunda série é formada com a tefroíte, na qual o magnésio vai sendo substituído por manganês. Para além desta composição química básica, apresente frequentemente ferro como principal impureza.
O mineral aparece com frequência em rochas ígneas do tipo ultramáfico, mas também ocorre em rochas metamórficas do grupo dos mármores dolomíticos. Ocorre em associação com outros minerais como a enstatite, plagioclase, flogopite, magnetite, cromite, antigorite, dolomite, brucite, diópsido, corindon, anfíbolas, calcite, espinela e augite.
A forsterite tem sido encontrada no interior de meteoritos e nas poeiras que se libertam dos cometas.
A variedade de forsterite chamada peridoto é uma gema usada em joalharia.